# Valparaíso
Valparaíso er en by og kommune i Chile. Byen er samtidig hovedstad i regionen af samme navn. Valparaíso er Chiles største havneby og base for landets flåde og kongressen. Byen er placeret i det centrale Chile 120 km nordvest for hovedstaden Santiago. Valparaíso er en vigtig uddannelsesby med sine ni universiteter. Samtidig er byen center for industri, turisme og transport. 
I 2003 udstedte den chilenske kongres en lov, der erklærede Valparaíso for at være Chiles kulturelle hovedstad. Byen er Chiles sjettestørste by med ca. 260.000 indbyggere, men Gran Valparaíso, der desuden består af nabobyen Viña del Mar, er landets tredjestørste byområde efter Gran Santiago og Concepción.
Digteren Pablo Neruda har haft et hus i byen. Bygningen, La Sebastiana, er nu indrettet som museum og genskaber den særprægede indretning som den var da digteren boede der. 
Fra bygningens øverste rum er der en storslået udsigt over Valparaíso og Stillehavet.

## Historie
Valparaíso spillede en vigtig geopolitisk rolle i anden halvdel af den 19. århundrede, da den fungerede som midtvejsstop for handelsskibe mellem Atlanterhavet og Stillehavet. Åbningen af Panamakanalen i 1914 standsede midlertidigt byens udvikling, men i de senere år har byen gennemgået en renæssance. 
Det var fra denne by, at militærkuppet mod Salvador Allende begyndte tidligt om morgenen 11. september 1973.[kilde mangler]
Det gamle havnekvarter i byen er blevet optaget på UNESCOs verdensarvsliste.

### Jordskælv
Valparaíso er placeret i en aktiv jordskælvszone, og byen har ved flere lejlighed været ramt af kraftige jordskælv. 
Byen blev den 16. august 1906 ramt af et kraftigt jordskælv, der lagde store dele af byen i ruiner og dræbte flere tusinde. 
Valparaíso blev tillige ramt af det kraftige jordskælv i 2010, der medførte omfattende ødelæggelser i flere chilenske byer. 

### Bybrande
Valparaíso var den første by i Sydamerika, der fik oprettet et frivilligt brandvæsen. Det frivillige brandkorps blev oprettet i 1851.
Byen og de nærliggende områder har ved flere lejligheder været plaget af større brande. I februar 2013 brændte 105 boliger ned, hvilket berørte 1.200 mennesker. 
Den 13. april 2014 opstod en større skovbrand omkring byen. Skovbranden kom ud af kontrol og ødelagde mere end 500 hjem og dræbte 16 mennesker, hvilket fik præsident Michelle Bachelet til at erklære byen for et katastrofeområde.

## Klima
| Vejr for Valparaíso             | Vejr for Valparaíso | Vejr for Valparaíso | Vejr for Valparaíso | Vejr for Valparaíso | Vejr for Valparaíso | Vejr for Valparaíso | Vejr for Valparaíso | Vejr for Valparaíso | Vejr for Valparaíso | Vejr for Valparaíso | Vejr for Valparaíso | Vejr for Valparaíso | Vejr for Valparaíso |
|                                 | Jan                 | Feb                 | Mar                 | Apr                 | Maj                 | Jun                 | Jul                 | Aug                 | Sep                 | Okt                 | Nov                 | Dec                 | År                  |
| ------------------------------- | ------------------- | ------------------- | ------------------- | ------------------- | ------------------- | ------------------- | ------------------- | ------------------- | ------------------- | ------------------- | ------------------- | ------------------- | ------------------- |
| Gennemsnitlig maks °C           | 20,8                | 20,7                | 19,4                | 17,9                | 16,5                | 15,2                | 14,3                | 14,8                | 15,4                | 16,5                | 18,2                | 19,9                | 17,5                |
| Gennemsnitlig min °C            | 13,5                | 13,5                | 12,7                | 11,4                | 10,8                | 9,6                 | 9,2                 | 9,3                 | 9,5                 | 10,4                | 11,5                | 12,8                | 11,2                |
| Gennemsnitlig nedbør mm         | 0                   | 0                   | 4                   | 13                  | 55                  | 83                  | 111                 | 60                  | 27                  | 10                  | 8                   | 1                   | 372                 |
| Kilde (20. april 2017): TurVejr |                     |                     |                     |                     |                     |                     |                     |                     |                     |                     |                     |                     |                     |

## Kendte personer født i Valparaíso
- Salvador Allende, politiker og præsident
- Eduardo "Gato" Alquinta, sanger og guitarist i rockgruppen Los Jaivas
- Carlos Condell de la Haza
- Diego Dublé Almeyda
- Joaquín Edwards Bello
- José Toribio Merino, admiral
- Augusto Pinochet, Diktator
- Augusto d'Halmar
- Camilo Mori
- Ricardo Krebs
- Manfred Max-Neef
- Paula Larrain, journalist og politiker

## Ekstern henvisning
- Wikimedia Commons har flere filer relateret til Valparaíso
- Valparaiso på UNESCOs verdensarvsliste